# Greg Morris
Greg Morris, właśc. Francis Gregory Alan Morris (ur. 27 września 1933 w Cleveland, zm. 27 sierpnia 1996 w Las Vegas) – amerykański aktor. Odtwórca roli Barneya Colliera w serialu CBS Mission: Impossible (1966–1973).

## Życiorys
Urodził się w Cleveland w Ohio jako syn Iony Roberty Morris i Francisa Williamsa, trębacza jazzowego. Jego ojciec odszedł, gdy Morris miał trzy lata. Dorastanie bez ojca miało duży wpływ na jego życie. Morris często uciekał z domu, a jego matka pewnego razu uciekła się do chowania mu butów, aby mu to uniemożliwić. Część swojej młodości spędził w Nowym Jorku, gdzie jego matka była sekretarką A. Philipa Randolpha, obrońcy praw obywatelskich. W wieku osiemnastu lat Morris wstąpił do United States Army, służąc w latach 1952–1955 podczas wojny koreańskiej.
Po powrocie do Ohio rozpoczął pracę na poczcie i poznał Lee Keys. Para pobrała się 19 września 1956, mieli troje dzieci: syna Phila oraz dwie córki – Lonę i Lindę.
Morris studiował na Uniwersytecie Stanu Ohio, a następnie na wydziale teatralnym na University of Iowa. Podczas studiów działał w teatrze. Był gospodarzem popularnego popołudniowego jazzowego programu radiowego pod tytułem Tea–Time. Morris wraz z przyjacielem studentem pomagał także przy organizacji koncertów na uniwersytecie. Opuścił jednak studia przed ich ukończeniem, przeniósł się do Seattle i występował na scenie głównie w niewielkich rolach, zanim zdobył główną rolę w lokalnej produkcji Rodzynek w słońcu. Dorabiał też jako sommelier.
Na początku lat sześćdziesiątych wyjechał do Hollywood, gdzie dostał pierwsze rolę delegata ONZ z Arabii Saudyjskiej w sitcomie NBC Samochód 54, gdzie jesteś? (1963). Od 17 września 1966 do
30 marca 1973 grał postać Barnarda „Barneya” Colliera, geniusza mechaniki i elektroniki, właściciela Collier Electronics w serialu CBS Mission: Impossible, za którą był trzykrotnie nominowany do nagrody Emmy (1969, 1970, 1972). W 1968 podpisał kontrakt nagraniowy z Dot Records i wydał album for you... z recytacjami, a promował go singel z utworem „Come Rain or Come Shine”.
Był nałogowym palaczem papierosów. W 1990 u Morrisa zdiagnozowano raka płuc. Po diagnozie Morris nadal palił. Następnie odkryto, że Morris miał guza mózgu, który usunięto w 1991. Zmarł 27 sierpnia 1996 w Las Vegas w stanie Nevada na raka płuc i mózgu w wieku 62 lat.

## Filmografia
- 1963: Alfred Hitchcock przedstawia jako dr Foster
- 1963: Doktor Kildare jako Lincoln Ball
- 1964: Alfred Hitchcock przedstawia – w scenie pochówku więźnia
- 1965: Ścigany jako Mickey Deming
- 1966–1973: Mission: Impossible jako Barney Collier
- 1973: Mannix jako zbiegły skazaniec
- 1975: Ulice San Francisco jako Eddie Griffin
- 1978: Wonder Woman jako Caribe
- 1978: Statek miłości jako Greg Elkins
- 1979: Korzenie: Następne pokolenia jako Beeman Jones
- 1984: Napisała: Morderstwo jako porucznik Andrews
- 1988–1990: Mission: Impossible jako Barney Collier
- 1995: TekWar jako haker